# Thierry Hazard (voetballer)
Thierry Hazard ('s-Gravenbrakel, 22 februari 1966) is een voormalig Belgisch voetballer. Hij speelde voor onder meer La Louvière en AFC Tubize. Thierry is de vader van voetballers Eden Hazard, Thorgan Hazard, Kylian Hazard en Ethan Hazard.

## Carrière
Thierry Hazard was een centrale verdediger die over een uitstekende pass beschikte en technisch erg sterk was. In de jaren 80 vertoefde hij in de vierde klasse. Hij speelde voor Stade Brainois en Association Marchiennoise alvorens in 1991 de overstap te maken naar derdeklasser La Louvière. Hazard groeide uit tot een sterkhouder bij de Henegouwse club en promoveerde na drie seizoenen naar de tweede klasse. Hij was in die dagen bij de Wolven een ploeggenoot van onder meer Philip Osondu, Kevin Pugh, Dimitri Deliere en Frédéric Tilmant. Zowel in zijn eerste als tweede seizoen (94-96) speelde hij 20 wedstrijden als libero bij de Wolven.
In 1996 zette Hazard een stap terug en belandde hij bij derdeklasser AFC Tubize, met wie hij meteen degradeerde. Nadien keerde hij terug naar Stade Brainois, waar zijn zonen bij de jeugd werden aangesloten.

## Familie
Thierry Hazard is getrouwd met Carine Vanderbecq, die in het vrouwenvoetbal op het hoogste niveau speelde. Ze hebben vier zonen:Eden, Thorgan en Kylian en Ethan, die allen professionele voetballers waren (Eden), of zijn (de overige broers).